# Gare d’Assier
Gare d’Assier vasútállomás Franciaországban, Assier településen.

## Vasútvonalak
Az állomást az alábbi vasútvonalak érintik:
- Brive-la-Gaillarde–Toulouse-vasútvonal

## Kapcsolódó állomások
A vasútállomáshoz az alábbi állomások vannak a legközelebb:
- Gare de Figeac
- Gare de Gramat